# Crocodile Orange
 (avril 2021).
Le crocodile orange est une variante de crocodile nain découverte au Gabon.

## Caractéristiques
Cette population de crocodiles nains possède la même morphologie que le reste de son espèce. Cependant, les juvéniles de cette population sont en meilleure santé que ceux des crocodiles vivant en surface, car leur nourriture est plus abondante.
Plusieurs hypothèses existent pour expliquer leur couleur de peau orange ; l'hypothèse privilégiée est qu'il s'agit d'une dépigmentation de leur peau causée par le manque de lumière, mais cela pourrait être du à la forte concentration de guano dans l'eau qui colorerait leurs pigments ou à leur régime alimentaire particulier,.

## Alimentation
Contrairement aux autres crocodiles nains, qui se nourrissent de proies terrestres et aquatiques variées, les crocodiles oranges se nourrissent exclusivement de chauve-souris et de grillons de caverne,.

## Habitat et répartition
L'espèce Osteolaemus tetraspis est présente dans toute l'Afrique de l'ouest. La population orange est endémique du complexe de grottes de l'Abanda (en), au sein de la lagune Fernan Vaz, dans la province de l'Ogooué-Maritime, au Gabon,.
Il s'agit des seuls crocodiles nains connus vivant dans des grottes.
Le seul accès connu à ces grottes est un aven de 7 mètres de profondeur.

## Classification
La population de crocodiles orange présente une signature génétique différente des autres populations de crocodiles nains, mais pas suffisamment pour être considérée comme une espèce distincte. Toutefois, selon le chercheur Shirley, cette signature indique que cette population est en train de devenir une nouvelle espèce,.
Selon le chercheur, cette population est sans doute constituée des descendants d'une dizaine d'invidus qui seraient entrés dans ces grottes il y a environ 3 000 ans, alors que le niveau de l'eau était plus bas qu'aujourd'hui,.

## Découverte
Dans les années 2000, Claude Werotte et Marco Marti, médecin de brousse, découvrent les grottes de l'Abanda,. En 2008, une équipe incluant le géoarchéologue Richard Oslisly explore ces grottes à la recherche de traces d'être humain ; elle y trouve un crocodile vivant ainsi qu'une machoire de crocodile,,. En 2010 et 2011, Marti et Oslisly retournent dans ces grottes avec une équipe constituée d'Olivier Testa (spéléologue), Matthew Shirley (chercheur à l'Université de Floride spécialisé dans la protection des crocodiles), David Sebag (géologue) et Thibaud Decaëns (entomologiste) dans des expéditions fondées par l'IRD, l'université de Rouen et la fondation Liambissi,. Des mesures et des prélèvements sanguins sont effectués au cours de ces expéditions.
Une nouvelle expédition est organisée en 2015, une cartographie de la grotte est réalisée à cette occasion ; des poils et des excréments sont prélevés.

## Menaces et protection
Les crocodiles sont des animaux protégés au Gabon. À la suite de la découverte de cette population, le site des grottes de l'Abanda est un site classé,.

## Dans la culture
En 2018, CNN publie un article en 2018 à propos de ces crocodiles, qui est repris dans les médias internationaux. La chaine de télévision française TF1 consacre un reportage à ce crocodile en 2021,.